# Das Lied vom einsamen Mädchen

Die Erstveröffentlichung von Das Lied vom einsamen Mädchen.

Das Lied vom einsamen Mädchen ist ein Lied des deutschen Komponisten Werner Richard Heymann nach einem Text von Robert Gilbert aus dem Jahr 1952.
Das Stück wurde für den Film Alraune durch Hildegard Knef eingesungen und erschien im Dezember 1952 erstmals als Single und auf Schellack bei der Polydor. Das Stück blieb jedoch ebenso wie der Film erfolglos.
1984 wurde das Stück von der deutschen Sängerin Nico für ihr Album Camera Obscura eingespielt. Teils durch diese Interpretation motiviert wurde das Stück danach von zahlreichen modernen Künstlern neu eingesungen, z. B. Martin Gore, Die Prinzen und Alexander Veljanov.